# Ichthyornis
Ichthyornis é um gênero de ave primitiva, extinta, que foi descoberta por Benjamin Franklin Mudge em 1870. Ichthyornithiformes é uma ordem de aves extintas que habitou a América do Norte no período Cretáceo Superior. Contém apenas uma família, Ichthyornithidae, e um gênero descrito com uma espécie. Outras duas espécies não foram nominadas ainda.

## Nome
Ichthyornis significa "pássaro peixe", pois acretida-se que esta ave se alimentava de peixes e chegava a mergulhar atrás dos mesmos.

## Tamanho
Cerca de 60 centímetros de envergatura.

## Alimentação
Peixes e outros pequenos animais aquáticos.

## Quando Viveu
Entre 94 e 75 milhões de anos atrás, período Cretáceo, no sudoeste dos EUA e, possivelmente, na América do Sul e Ásia Central.